# H&K P9S
H&K P9Sは、ドイツの銃器メーカーであるH&K社が1970年に開発した、9x19mmパラベラム弾を使用する拳銃である。
SIG SAUER P220とほぼ同時期に登場した。第二次世界大戦後に登場した新世代のダブルアクション方式の自動式拳銃としては先駆け的な存在である。

## 概要
H&K P9Sは、ドイツの銃器メーカーであるH&K社が1960年代に同社初の9x19mmパラベラム弾を使用する拳銃として開発したH&K P9を改良したモデルである。
しかし、ダブルアクションのP9Sに対して本家のP9はメカニズムがシングルアクションであり、同年代に生産が終了（少なくとも1970年より前に生産が縮小）したため、P9の存在を知る者は少ない。

## 特徴
作動方式としては拳銃では珍しい「ローラーロッキング方式」を採用したことが挙げられる。ローラーロッキング方式はH&K社のG3自動小銃や、MP5短機関銃に用いられている作動方式であり、射撃時の反動が少なく、連射でも高い命中精度を保つことができる。反面、ほかの方式に比べて機構が複雑で故障の原因になりやすいという欠点もあり、拳銃で採用している例としてはほかにCz52があるだけである。
また、ダブルアクション方式の自動式拳銃は、ダブルアクション射撃の際、引き金の引き（トリガープル）が重いという欠点がある。P9Sでは複雑な発射構造を採用することでこの欠点を解決し、ダブルアクション射撃はほかに例のない滑らかで軽いトリガープルを実現している。
銃把（グリップ）の上部分、引き金直後の位置に押し下げるタイプのレバーが付いているが、これは外観、位置的に酷似しているSIG SAUER P220の「デコッキングレバー」とは異なり、撃鉄を起こす（コックする）ための「コッキングレバー」となっている。このレバーはP9Sの撃鉄が内蔵式であり、直接手では撃鉄を起こせないために装備されている。なお、P9Sの試作1型は撃鉄が露出しており、コッキングレバーの代わりにスライドを固定するストップレバーと、フルオート機構を備えていた。
P9Sはスライド上に安全装置を備えているが、これは、撃針をロックするだけのもので、撃鉄を降ろす機能はない。そのため、撃鉄を降ろす際には、安全装置を掛けた状態で引き金を引かなければならない。また、撃鉄が内蔵式であるために、指で撃鉄を押さえたまま引き金を引き、ゆっくりと撃鉄を降ろすという手段も使えない。
P9Sの構造は、ほかの自動式拳銃と比べても際だって複雑で部品点数も多い。内部はシートメタル製の部品が複雑に絡み合い、精密な機械時計を思わせる。これは、兵器としてはあまりに複雑すぎ、よほどの知識と工具がない限りは日常分解以上のことは難しくなってしまっている。
P9Sは西ドイツ連邦国境警備隊の一部に採用されたが、1976年に西ドイツ警察がより新世代の自動式拳銃であるP5・P6・P7・P8を採用したため、広くは使用されなかった。ただし特殊部隊であるGSG-9（国境警備隊第9部隊）では長く使用しており、1977年のルフトハンザ航空181便ハイジャック事件でも、S&W M66回転式拳銃やH&K MP5短機関銃とともに、本銃は突入隊員の主武装の一つとされた。また創設時に同部隊に留学生を送るなど支援を受けていた日本の警視庁特科中隊（後のSATの前身組織）でも、回転式のS&W M36とともに基幹拳銃として用いられていた。また、アメリカ海軍のSEALSに採用されていた事が確認されている。

## バリエーション
P9-P10
スライドの安全装置が省略され、デコッキング機能を備えたもの。
P9K
.45ACP弾を用いる仕様が存在する。
また、P9Sには、3点射機能を備えたものが存在する。